# Alicia Martínez Ríos
Alicia Delia Martínez Ríos es una abogada y política argentina. Fue abogada defensora de Carlos Menem, ocupando luego cargos diplomáticos durante su presidencia.

## Carrera
Fue abogada defensora de Carlos Menem cuando estuvo detenido durante la dictadura autodenominada Proceso de Reorganización Nacional en la provincia de Formosa. Años más tarde, fue parte del estudio jurídico de Menem en la ciudad de Buenos Aires.
Integró el Tribunal Nacional de Relaciones Profesionales del Ministerio de Trabajo de la Nación y luego fue asesora del gabinete en el mismo ministerio.
Durante la presidencia Menem ocupó cargos diplomáticos, desempeñándose como embajadora en Costa Rica de 1989 a 1993. Luego fue embajadora en Uruguay entre 1993 y 1994. En sus cargos en el exterior, compró (a nombre del Estado) nuevas residencias para las embajadas, como así también el edificio donde funciona desde entonces la embajada argentina en Montevideo. La sede anterior (en Avenida Agraciada 3397) fue entregada al gobierno uruguayo para que funcionara como sede del Mercosur.
Entre 1996 y 1998 se desempeñó como representante permanente de Argentina ante la Organización de Estados Americanos (OEA). Allí, presidió el Grupo de Trabajo sobre Lavado de Dinero y la Comisión de Desarrollo Social del Consejo Interamericano para el Desarrollo Integral.
En abril de 1998 se creó la Secretaría de Asuntos Consulares y Generales en el Ministerio de Relaciones Exteriores, Comercio Internacional y Culto de la Nación, siendo encabezada por Martínez Ríos hasta el final de la presidencia de Menem en 1999.
En 2001, junto a la exsubsecretaria de Derechos Humanos de la Nación Alicia Pierini, estuvo a cargo de una presentación ante la Comisión Interamericana de Derechos Humanos, invocando el Pacto de San José de Costa Rica, para denunciar la detención del ya expresidente Menem, quien se encontraba en arresto domiciliario por la causa de la venta ilegal de armas a Croacia y Ecuador.
Miembro del Partido Justicialista (PJ) desde los años 1970, integró la junta electoral del PJ.
Fue profesora en la Facultad de Derecho de la Universidad de Buenos Aires.